# 페아노의 정리
페아노의 정리(Peano's theorem, -定理)는 선형대수학의 정리로, 정사각행렬의 작용소 노름을 고윳값 계산을 통해 쉽게 구하는 방법을 담고 있는 정리이다.

## 공식화
복소수 상에서 정의된 n차 정방행렬들의 집합에 작용소 노름을 줄 때, 임의의 정방행렬 A에 대해 이 노름은 다음의 성질을 만족한다.
{\displaystyle \parallel A\parallel =\parallel A^{\dagger }\parallel ={\sqrt {\parallel A^{\dagger }A\parallel }}={\sqrt {\parallel AA^{\dagger }\parallel }}.}
또 행렬 {\displaystyle A^{\dagger }A}는 항상 에르미트 행렬이고, 각 고윳값이 음이 아닌 실수가 된다. 이 행렬의 고윳값 중 가장 큰 값을 {\displaystyle \lambda _{max}} 라 하면, 다음이 성립한다.
{\displaystyle \parallel A\parallel ={\sqrt {\lambda _{max}}}.}
특히 A 자체가 에르미트 행렬일 경우, 각 고윳값은 모두 실수가 되는데 이 중 절댓값이 가장 큰 것을 {\displaystyle \lambda } 라 하면, 다음이 성립한다.
{\displaystyle \parallel A\parallel =|\lambda |.}

## 같이 보기
- 노름공간
- 작용소 노름
- 행렬 노름